# Europese kampioenschappen badminton 2017
De 26e editie van de Europese kampioenschappen badminton werd van dinsdag 25 tot zondag 30 april 2017 gehouden in het Deense Kolding.

## Medaillewinnaars
| Onderdeel      | 1e plaats                               | 2e plaats                                   | 3e plaats                           |
| -------------- | --------------------------------------- | ------------------------------------------- | ----------------------------------- |
| Mannen enkel   | Rajiv Ouseph                            | Anders Antonsen                             | Viktor Axelsen                      |
| Mannen enkel   | Rajiv Ouseph                            | Anders Antonsen                             | Hans-Kristian Vittinghus            |
| Vrouwen enkel  | Carolina Marín                          | Kirsty Gilmour                              | Mette Poulsen                       |
| Vrouwen enkel  | Carolina Marín                          | Kirsty Gilmour                              | Sabrina Jaquet                      |
| Mannen dubbel  | Mathias Boe Carsten Mogensen            | Mads Conrad-Petersen Mads Pieler Kolding    | Mathias Christiansen David Daugaard |
| Mannen dubbel  | Mathias Boe Carsten Mogensen            | Mads Conrad-Petersen Mads Pieler Kolding    | Kim Astrup Anders Skaarup Rasmussen |
| Vrouwen dubbel | Kamilla Rytter Juhl Christinna Pedersen | Gabriela Stoeva Stefani Stoeva              | Anastasia Chervyakova Olga Morozova |
| Vrouwen dubbel | Kamilla Rytter Juhl Christinna Pedersen | Gabriela Stoeva Stefani Stoeva              | Lauren Smith Sarah Walker           |
| Gemengd dubbel | Chris Adcock Gabrielle Adcock           | Joachim Fischer Nielsen Christinna Pedersen | Sam Magee Chloe Magee               |
| Gemengd dubbel | Chris Adcock Gabrielle Adcock           | Joachim Fischer Nielsen Christinna Pedersen | Ronan Labar Audrey Fontaine         |

## Medailleklassement
| Plaats | Land        | Goud | Zilver | Brons | Totaal |
| 1      | Denemarken  | 2    | 3      | 5     | 10     |
| 2      | Engeland    | 2    | 0      | 1     | 3      |
| 3      | Spanje      | 1    | 0      | 0     | 1      |
| 4      | Bulgarije   | 0    | 1      | 0     | 1      |
| 4      | Schotland   | 0    | 1      | 0     | 1      |
| 6      | Frankrijk   | 0    | 0      | 1     | 1      |
| 6      | Ierland     | 0    | 0      | 1     | 1      |
| 6      | Rusland     | 0    | 0      | 1     | 1      |
| 6      | Zwitserland | 0    | 0      | 1     | 1      |
| Totaal | Totaal      | 5    | 5      | 10    | 20     |

Bochum 1968 ·
Port Talbot 1970 ·
Karlskrona 1972 ·
Wenen 1974 ·
Dublin 1976 ·
Preston 1978 ·
Groningen 1980 ·
Böblingen 1982 ·
Preston 1984 ·
Uppsala 1986 ·
Kristiansand 1988 ·
Moskou 1990 ·
Glasgow 1992 ·
Den Bosch 1994 ·
Herning 1996 ·
Sofia 1998 ·
Glasgow 2000 ·
Malmö 2002 ·
Genève 2004 ·
Den Bosch 2006 ·
Herning 2008 ·
Manchester 2010 ·
Karlskrona 2012 ·
Kazan 2014 ·
La Roche-sur-Yon 2016 ·
Kolding 2017 ·
Huelva 2018 ·
Kyiv 2021 ·
Madrid 2022 ·
Saarbrücken 2024